# Val Bognanco
Het Valle Bognanco is een bergdal in de Noord-Italiaans regio Piëmont (provincie Verbania).
De vallei is uitgesleten door de rivier de Bogna die ontspringt op de hellingen van de 2713 meter hoge Pizzo Straciugo en bij Domodossola uitmondt in de Toce. De bergen die het Valle Bognanco omringen, overstijgen geen van alle de 3000-metergrens. Het dal is wijd en dichtbegroeid met kastanje- en naaldbossen. De hoogste top is de Pizzo Straciugo op de grens met het Zwitserse Zwischbergental. De Passo del Monscera (2103 m) tussen de twee dalen is een veel belopen wandelroute. In het dal ligt maar één plaats, Bognanco, die tot de meest bezochte kuuroorden van Noord-Italië behoort.

## Hoogste bergtoppen
- Pizzo Straciugo (2713 m)
- Pizzo Giezza (2645 m)
- Pizzo Pioltone (2610 m)
- Pizzo Fornalino (2562 m)